# Plodowoje (Kaliningrad)
Plodowoje (russisch Плодовое, deutsch Tawell) ist ein Ort in der russischen Oblast Kaliningrad. Er gehört zur kommunalen Selbstverwaltungseinheit Stadtkreis Slawsk im Rajon Slawsk.

## Geographische Lage
Plodowoje liegt 21 Kilometer südwestlich von Jasnoje (Kaukehmen, 1938 bis 1946 Kuckerneese) und vier Kilometer westlich von Sapowednoje (Seckenburg, bis 1924 Groß Kryszahnen) am Nordufer der Tawelle (russisch: Towarnaja). Der kleine Ort ist seit der Entfernung der Brücke über die Gilge (russisch: Matrossowka) nicht mehr von Sapowednoje aus zu erreichen, sondern von Malyje Bereschki (Neu Lappienen, 1938 bis 1946 Rautersdorf) aus über Landwege in Richtung der einstigen Ortsstelle von Tawe am Ufer des Kurischen Haffs, in das die Tawelle hier mündet.

## Geschichte
Das kleine einstige Fischerdorf Tawell wurde am 26. März 1874 in den neu errichteten Amtsbezirk Tawellningken (1938 bis 1946: Tawellenbruch, russisch: Bisserowo, nicht mehr existent) eingegliedert, der 1934 in „Amtsbezirk Seckenburg“ (der Ort heißt heute russisch: Sapowednoje) umbenannt wurde und bis 1945 zum Kreis Niederung (ab 1939: „Kreis Elchniederung“) in der preußischen Provinz Ostpreußen gehörte. Am 1. April 1931 verlor die Landgemeinde Tawell ihre Eigenständigkeit und wurde in die Nachbargemeinde Kastaunen (heute nicht mehr existent) eingemeindet.
In Kriegsfolge kam Tawell als Kastauner Ortsteil 1945 mit dem übrigen nördlichen Ostpreußen zur Sowjetunion. Im Jahr 1947 erhielt offenbar irrtümlicherweise anstelle von Tawell der nordöstlich von Seckenburg gelegene Ort Scharkus-Tawell die russische Bezeichnung „Plodowoje“. Alle bisher bekannt gewordenen Karten zeigen Plodowoje aber an der Ortsstelle Tawell. Der Ort wurde gleichzeitig dem Dorfsowjet Saliwenski selski Sowet im Rajon Slawsk zugeordnet. Später gelangte der Ort in den Sapowednenski selski Sowet. Von 2008 bis 2015 gehörte Plodowoje zur Landgemeinde Jasnowskoje selskoje posselenije und seither zum Stadtkreis Slawsk.

### Einwohnerentwicklung
| Jahr | Einwohner |
| ---- | --------- |
| 1910 | 36        |
| 2002 | 6         |
| 2010 | 5         |

## Kirche
Tawells Bevölkerung war vor 1945 überwiegend evangelischer Konfession und gehörte zum Kirchspiel der Kirche Seckenburg (der Ort hieß bis 1924: Groß Kryszahnen, heute russisch: Sapowednoje). Dieses lag im Bereich des Kirchenkreises Niederung (Elchniederung) in der Kirchenprovinz Ostpreußen der Kirche der Altpreußischen Union. Heute liegt Plodowoje im Einzugsbereich der evangelisch-lutherischen Kirchengemeinde in Slawsk (Heinrichswalde) innerhalb der Propstei Kaliningrad der Evangelisch-lutherischen Kirche Europäisches Russland.